# Михаил Думбалаков
Михаил Атанасов Думбалаков е български журналист, деец на Върховния македоно-одрински комитет и участник в Илинденско-Преображенското въстание. След Деветосептемврийския преврат в 1944 година Думбалаков подпомага и участва в горянското движение срещу установилата се комунистическа власт.

## Биография

### Ранни години
Михаил Думбалаков е роден в 1882 година в лъгадинското село Сухо, тогава в Османската империя, днес Сохос, Гърция. Брат е на революционера от ВМОК Димитър Думбалаков и на революционера от Вътрешната македоно-одринска революционна организация Трендафил Думбалаков – загинал геройски в битката на Ножот. Чичо му Трендафил Думбалаков е организатор на българската църковна борба в района и е убит от подкупен арнаутин. След убийството му семейството на Думбалаков се мести в Солун, където той учи в българската мъжка гимназия. Турците убиват и другия му чичо и баща му. В 1897 година Михаил Думбалаков е заплашен с изключване от Солунската гимназия след нападение с камъни над сръбския учител Илия Пейчиновски и сбиване със съученика си Константин Настев. Семейството му е подложено на натиск от властите след като брат му Димитър участва в Четническата акция на Македонския комитет в 1895 г. и, напускайки третия клас на гимназията, Михаил Думбалаков се мести в България. Установява се в Лом при брат си, където живее с Христо Арнаудов. По-късно заминава за Видин, за да продължи образованието си в тамошната гимназия, където учител по химия му е деецът на ВМОРО Петър Васков. Скъсан по математика, бяга в София, където по молба на брат му Гоце Делчев му намира квартира, а Борис Сарафов урежда да бъде записан във Военното училище. Думбалаков обаче бяга и от Военното училище и брат му го записва в Педагогическото училище в Лом, а след като брат му е преместен на служба в Добрич – Михаил Думбалаков довършва образованието си в Педагогическата гимназия в Шумен.

### Във Върховния комитет
Покрай дейността на брат си, Михаил Думбалаков също става член на ВМОК. В 1902 година по време на Горноджумайското въстание, в което брат му Димитър участва, обикаля страната и събира средства за органа на комитета „Реформи“, пласирайки облигациите на Македонския заем. Взема участие във въстанието като подпредседател на габровската априловска чета.
На следната 1903 година участва в Илинденско-Преображенското въстание с четата на капитан Юрдан Стоянов, на която е подсекретар. Участва в сраженията при връх Етипица и други.
След разгрома на въстанието заминава за Белград, където се среща с Матей Геров, служещ за връзка между Борис Сарафов и Света Симич, началника на политическия отдел на сръбското външно министерство. С Думбалаков се срещат и Григор Соколов, който привидно все още е на българска страна и ръководителите на сръбския македонски комитет Милорад Годжевац и Любомир Йованович, които се опитват да го привлекат на сръбска страна. В крайна сметка Думбалаков е извикан от Симич и заплашен с екстерниране, ако не напусне Сърбия доброволно и той се връща в София.
Постъпва на добре платена работа в балканския клон на германската търговска къща от Бремен „Мислер“ и отново заминава за Белград, където е централата му. Сближава се с българския военен аташе капитан Петър Ганчев и с журналиста радикал Пера Тодорович. Тормозен от сръбската полиция, в 1905 година Думбалаков е изпратен да организира клон на компанията в Солун.
На път за Османската империя в София получава поръчение от Борис Сарафов и Славчо Ковачев. В Солун възлага управлението на представителството на Самуел Салатиел, богат евреин и директор на известната компания за търговия с брашна „Алатини“. В спомените си Думбалаков твърди, че подготвя в Солун по инструкции от Сарафов взривяване на хотел „Олимп Пост Палас“, в който обичайно отсядат чуждите дипломати и търговски представители, и в който губернаторът на Македония Хюсеин Хилми паша дава новогодишен прием. Планът предвижда отсядането на 50 членове на ВМОРО в хотела и отвличането на Нова година 1906 чрез взривове на дипломатическия корпус и на Хилми паша. Според Думбалаков, въпреки че избягвал срещата с каквито и да е българи освен с Анастас Матлиев, през есента на 1905 година е арестуван от властите по някаква стара комитетска афера. В затвора при Думбалаков попадат и Христо Коцев, учител в Солунската гимназия, деецът на ВМОРО Петър Попарсов и скопският гражданин Чолаков. Попарсов и Чолаков са затворени в Скопие, а Думбалаков е екстрадиран в Сърбия. На границата при Ристовац Думбалаков е арестуван от сръбските власти и бит. Освободен е по гаранция след интервенция на брат му Димитър пред сръбския дипломатически агент Света Симич. Думбалаков заминава за Белград и скоро компанията му го командирова в Буенос Айрес, Аржентина.
В Аржентина Думбалаков защитава пред властите група от 260 стачкуващи миньори и е отзован в централата на компанията си в Бремен. Думбалаков напуска компанията и тръгва към България. В Белград обаче е отново арестуван и освободен след намесата на Петър Ганчев. Назначен е за генерален представител в София на швейцарската базелска компания „Оберстег & Ко“. Според самия Думбалаков чести посетители на кантората му са Андрей Ляпчев, Васил Радославов, с когото се сприятелява, Борис Сарафов и бившият му учител Иван Гарванов. В 1907 година става търговски представител и на „Австро-Американа“ на Фратели Козулич. Живее охолно и в постоянни гуляи, като губи няколко десетки хиляди лева на хазарт.
След Младотурската революция в 1908 година заминава за Солун, където печели на хазарт 11 хиляди лири. През София, Белград и Триест заминава за Александрия.
След разочарованието от младотурското управление през лятото на 1908 година заедно с Михаил Монев участва в организирането на заповяданото от Тодор Лазаров и Тодор Александров убийство на Яне Сандански и на неуспешния атентат срещу него в Цариград.
Думбалаков се сближава с дейците на десницата на ВМОРО, защото:
| „ | ...преди да бъдем върховисти и вътрешни, ние бяхме само македонци – българи, които под различни знамена се бореха за едни и същи идеали. | “ |

На 14 декември 1909 година Думбалаков минава в нелегалност и заедно с Христо Чернопеев, Костадин Самарджиев – Джемото и Кочо Хаджиманов обикалят Струмишко, където възстановяват дейността на революционния окръг, както и нелегалните канали към българо-турската граница. В началото на 1910 година четиримата минават в България и Думбалаков е временно интерниран в Куртбунар по настояване на османските власти, но скоро четиримата отново се събират в София, където преговарят с дейци на ВМОК. Думбалаков заема крайни върховистки позиции и отхвърля изобщо идеята за борба за автономия на Македония и Одринско дори и като етап към присъединяването им към България:
| „ | ...недоносените, безсмислени и антибългарски идеи на автономизма, плуващи едновременно и във водите на един смътен и за самите тях федерализъм... | “ |

Струмишките дейци се разделят с Думбалаков, който е интерниран в Никопол, а по-късно става учител в село Кривина, Свищовско, където заболява от тиф.

### Балкански войни
При избухването на Балканската война в 1912 година Михаил Думбалаков е войвода на партизанска чета (взвод) №1 на Македоно-одринското опълчение, състояща се от 12 души, която е формирана на 18 септември. До 21 септември четата му нараства до 28 души главно от Солунско, сред които и полският революционер Александър Лех от град Бел камен, Галиция. Четата на Думбалаков минава границата на 22 срещу 23 септември при Лешко заедно с четите на Панайот Карамфилович и Кочо Хаджиманов. Хаджиманов и Думбалаков навлизат в Огражден, а Карамфилович заминава за Беласица. Двете чети заедно с присъединилата се към тях чета на Кръстьо Гермов дават сражение на турски части, след което обикалят струмишките села, където към тях се присъединява и четата на Иван Смоларски, като разбиват и пленяват и една гъркоманска чета. Над село Рич разбиват турски ескадрон и след това Думбалаковата чета заминава за Поройско, а Хаджиманов, Тимо Рички и Иван Николаев остават в Струмишко.
Четата на Думбалаков получава заповед от София да взриви на няколко места железопътната линия Солун – Сяр и да се озове в тила на главните турски сили, действащи между Солун – Сяр и Валовища. Думбалаков минава Беласица и взривява линията при Гара Аканджали, докато Карамфилович я взривява при Гара Порой. След това заминава за Кукушко, където действа с Гоце Междуречки. В село Равна със смела акция обезоръжава башибозука, готвещ се да нападне християнското население. Край Зарово заедно с 40 души милиция разбива турска военна част, а по-късно втора при село Висока, в което пленява 240 души. Заедно с 30 милиционери от Зарово обезоръжава башибозука в село Хламур и след това влиза в родното си Сухо. Настъпва към Бешичкото езеро и завладява касата на езерото, което е частно владение на султана: три сандъка бели меджидии и едно сандъче със златни турски лири, които Думбалаков задържа за себе си и по-късно от Солун си превежда във „Винер Банк Ферайн“ 10 000 златни лири, а остатъка предава на държавната хазна. Думбалаков настанява българска управа в селата Голем и Малък Бешик и назначава за касиер на езерото съселянина си от Сухо Иван Адамов.
| Чета № 1 на МОО с командир Михаил Думбалаков | Чета № 1 на МОО с командир Михаил Думбалаков | Чета № 1 на МОО с командир Михаил Думбалаков | Чета № 1 на МОО с командир Михаил Думбалаков | Чета № 1 на МОО с командир Михаил Думбалаков | Чета № 1 на МОО с командир Михаил Думбалаков |
| Номер                                        | Име                                          | Години                                       | Околия                                       | Селище                                       | Бележка                                      |
| -------------------------------------------- | -------------------------------------------- | -------------------------------------------- | -------------------------------------------- | -------------------------------------------- | -------------------------------------------- |
|                                              | Ангел Джиков                                 |                                              | Солунско                                     | Зарово                                       |                                              |
|                                              | Ангел Немцов                                 |                                              | Солунско                                     | Зарово                                       |                                              |
|                                              | Георги Запрянов                              |                                              | Солунско                                     | Зарово                                       |                                              |
|                                              | Георги Иванов                                |                                              | Струмишко                                    | Раенци                                       | орден „За храброст“ IV степен                |
|                                              | Георги Христодулов                           |                                              | Пловдивско                                   | Пловдив                                      |                                              |
|                                              | Гаврил Харталочев                            |                                              | Солунско                                     | Зарово                                       |                                              |
|                                              | Гьорчо Попангелов                            |                                              | Солунско                                     | Зарово                                       |                                              |
|                                              | Димитър Льолев                               |                                              | Солунско                                     | Зарово                                       |                                              |
|                                              | Илия Лазаров                                 |                                              | Гевгелийско                                  | Хума                                         |                                              |
|                                              | Илия Льолев                                  |                                              | Солунско                                     | Зарово                                       |                                              |
|                                              | Ичо Митрев Търтин                            |                                              | Ениджевардарско                              | Баровица                                     |                                              |
|                                              | Лазар Лупмпаров                              |                                              | Солунско                                     | Зарово                                       |                                              |
|                                              | Лазар Пасков                                 |                                              | Солунско                                     | Зарово                                       |                                              |
|                                              | Насо Атанасов                                |                                              | Кукушко                                      | Кукуш                                        |                                              |
|                                              | Наци Монаспитски                             |                                              | Струмишко                                    | Моноспитово                                  |                                              |
|                                              | Денко Стефанов                               |                                              | Кумановско                                   | Байловце                                     |                                              |
|                                              | Петър Ирибозов                               |                                              | Солунско                                     | Зарово                                       |                                              |
|                                              | Петър Канелов                                |                                              | Солунско                                     | Зарово                                       |                                              |

Думбалаков е извикан в Солун от командващия 7 рилска дивизия генерал Георги Тодоров, който го назначава за околийски управител в Лъгадина. В Солун се среща с Дончо Златков и Тодор Александров, който го обвинява в подпомагане на убийството на Иван Николаев. Като околийски управител Думбалаков влиза в конфликт с гръцки части, които се опитват да овладеят Айватово и Балджа и е извикан да отговоря пред генерал Тодоров в Солун. По-късно през декември е извикан в София за доклад при министър Александър Людсканов за положението в Солунско. По-късно е уволнен като околийски началник и се установява в Сяр в щаба на армията.
През Междусъюзническата война действа в тила на гръцките части заедно с войводата Георги Пешков. За проявена храброст е награден с орден „За храброст“ IV степен.

### Първа световна война
Според самия Думбалаков, след като Васил Радославов, в чиято партия членува Думбалаков, става премиер той му предлага на го направи кмет на окръжен град, консул или депутат, но Думбалаков отказва, като се опитва да отклони Радославов от влиянието на Тодор Александров и Александър Протогеров. В София отново се отдава на бохемски живот и на хазартната си страст, след което закрива кантората си и през Виена, Венеция, Милано отива в Монте Карло да харчи заграбените през войните пари. Самият Думбалаков признава, че пропилява 200 000 франка.
Според Симеон Радев преди българската армия да освободи Кавала Михаил Думбалаков задига голямо количество злато от местните турци със заплахи. При опит за арестуването му от кукушкия управител Владимир Караманов бяга в Солун, който е под гръцко управление, а после губи задигнатото в казина в Монте Карло. По-късно брат му Димитър казва, че е Михаил е позор за семейството. Заради чести злоупотреби Михаил Думбалаков лежи в затвора няколко пъти.
През август 1915 година по заръка на Александров и Протогеров и с благословията на австро-унгарския военен аташе в София полковник Владимир Лакса, Думбалаков с 10 четници се установява в Халово, Кулско, за да навлезе в Сърбия и да проведе диверсионна акция, която да приближи България към намеса в Първата световна война на страната на Централните сили. Четниците навлизат в Сърбия при Вражогрънци с цел да взривят тунел и железопътна линия и да прекъснат телефона и телеграфа, но са открити и след сражение се изтглят в България. След това Думбалаков заминава за главната квартира на австрийската армия в Темешвар, където обсъжда създаването на военна част от военнопленници македонски българи. Чрез бившия си четник прилепчанин Гагалев Думбалаков вербува група прилепчани, с които заминава обратно за Австро-Унгария, но по искане на Александров австрийската главна квартира прекъсва контактите си с Думбалаков и той с част от четниците си се прибира в България.
След намесата на България в Първата световна война, Думбалаков служи в Първи пехотен македонски полк на 11-а дивизия. В 1917 година е повикан от началника на Моравската военноинспекционна област Петър Дървингов в Ниш заедно със Славчо Ковачев и много други бивши македонски войводи, за да участва в потушаването на Топлишкото въстание, организирано от Коста Войнович и Коста Пекянец. Събират се Думабаков, Тане Николов, Атанас Мурджев, Славчо Пирчев и Тачо Хаджистоенчев, Ичко Димитров и Трайко Павлов. Войводите са направени началници на партизански отряди, чийто състав е предимно от бивши македонски и тракийски четници. Думбалаков получава 45 четници и заминава за района си – Алексинашко и Велики и Мали Ястребац, което е в сърцето на въстаналата област. Отрядът му е увеличен на 100 души, с които Думбалаков започва да преследва Пекянец. Думбалаков успява да залови четата на войводата Сандо Чупич с численост от 20 души. В крайна сметка Думбалаков успява да ликвидира всякаква съпротива в района си.

### Междувоенен период
През 1925 година е избран за съветник на Солунското благотворително братство.
През 1933, 1937 и 1939 година публикува трите тома на спомените си „През пламъците на живота и революцията“, които отразяват революционния му живот и службата му в Българската армия през трите войни. До 1934 година участва в дейността на Вътрешната македонска революционна организация, а след това е близък на кръговете около БЗНС. Редактор е на вестниците „Време“ (1929 – 1930) и „Страж" (1930 – 1931). Светлозар Елдъров го нарича:
| „ | ...колоритна фигура от средите на върховизма, познат и като публицист с необуздана фантазия. | “ |

При освобождението на част от Вардарска и Егейска Македония в 1941 година Думбалаков е редактор на вестник „Български юг“ в Сяр (1941 – 1944). Около него гравитират установилите се в областта бивши дейци на ВМОРО и ВМРО. Поради конфликти на Думбалаков с областното и околийското управление през ноември 1943 година той е въдворен в лагера Кръстополе. След шестмесечен престой там е освободен и възстановява вестника си в Сяр. Ваня Стоянова определя „Български юг“ като „един от най-професионално списваните вестници в областта“.

### Горянин
След Деветосептемврийския преврат Михаил Думбалаков е журналист опозиционер близък до Никола Петков. През 1947 година се среща в София с Герасим Тодоров и го подкрепя в идеята да разгърне горянско движение за борба с комунистическата власт в Пиринска Македония. Герасим Тодоров търси чрез Михаил Думбалаков връзки и помощ от американската и английската легация. По-късно Думбалаков се присъединява към четата му и става неин идеен ръководител. През 1948 година е арестуван и получава смъртна присъда, по-късно заменена с доживотен затвор. Присъдата си излежава в Централния затвор, а след последвалата поради напредналата му възраст амнистия, изпада в крайна мизерия и се самоубива на 13 февруари 1959 година в София.
Негов семеен архивен фонд се съхранява в Държавна агенция „Архиви“

## Родословие
|                            |                            |                            |                            |                            |                            |  |  |                                  |                                  |                                  |                                  |                                  |                                  |  |  | Мария Грацонева                 | Мария Грацонева                 | Мария Грацонева                 | Мария Грацонева                 | Мария Грацонева                 | Мария Грацонева                 |  |  | Атанас Думбалаков (1835 – 1894)    | Атанас Думбалаков (1835 – 1894)    | Атанас Думбалаков (1835 – 1894)    | Атанас Думбалаков (1835 – 1894)    | Атанас Думбалаков (1835 – 1894)    | Атанас Думбалаков (1835 – 1894)    |  |  |                   |                   |                   |                   |                   |                   |  |  |                    |                    |                    |                    |                    |                    |
|                            |                            |                            |                            |                            |                            |  |  |                                  |                                  |                                  |                                  |                                  |                                  |  |  | Мария Грацонева                 | Мария Грацонева                 | Мария Грацонева                 | Мария Грацонева                 | Мария Грацонева                 | Мария Грацонева                 |  |  | Атанас Думбалаков (1835 – 1894)    | Атанас Думбалаков (1835 – 1894)    | Атанас Думбалаков (1835 – 1894)    | Атанас Думбалаков (1835 – 1894)    | Атанас Думбалаков (1835 – 1894)    | Атанас Думбалаков (1835 – 1894)    |  |  |                   |                   |                   |                   |                   |                   |  |  |                    |                    |                    |                    |                    |                    |
|                            |                            |                            |                            |                            |                            |  |  |                                  |                                  |                                  |                                  |                                  |                                  |  |  |                                 |                                 |                                 |                                 |                                 |                                 |  |  |                                    |                                    |                                    |                                    |                                    |                                    |  |  |                   |                   |                   |                   |                   |                   |  |  |                    |                    |                    |                    |                    |                    |
|                            |                            |                            |                            |                            |                            |  |  |                                  |                                  |                                  |                                  |                                  |                                  |  |  |                                 |                                 |                                 |                                 |                                 |                                 |  |  |                                    |                                    |                                    |                                    |                                    |                                    |  |  |                   |                   |                   |                   |                   |                   |  |  |                    |                    |                    |                    |                    |                    |
| Мария Илиева (1870 – 1948) | Мария Илиева (1870 – 1948) | Мария Илиева (1870 – 1948) | Мария Илиева (1870 – 1948) | Мария Илиева (1870 – 1948) | Мария Илиева (1870 – 1948) |  |  | Димитър Думбалаков (1872 – 1915) | Димитър Думбалаков (1872 – 1915) | Димитър Думбалаков (1872 – 1915) | Димитър Думбалаков (1872 – 1915) | Димитър Думбалаков (1872 – 1915) | Димитър Думбалаков (1872 – 1915) |  |  | Михаил Думбалаков (1882 – 1959) | Михаил Думбалаков (1882 – 1959) | Михаил Думбалаков (1882 – 1959) | Михаил Думбалаков (1882 – 1959) | Михаил Думбалаков (1882 – 1959) | Михаил Думбалаков (1882 – 1959) |  |  | Трендафил Думбалаков (1889 – 1907) | Трендафил Думбалаков (1889 – 1907) | Трендафил Думбалаков (1889 – 1907) | Трендафил Думбалаков (1889 – 1907) | Трендафил Думбалаков (1889 – 1907) | Трендафил Думбалаков (1889 – 1907) |  |  | Злата Думбалакова | Злата Думбалакова | Злата Думбалакова | Злата Думбалакова | Злата Думбалакова | Злата Думбалакова |  |  | Екатерина Христова | Екатерина Христова | Екатерина Христова | Екатерина Христова | Екатерина Христова | Екатерина Христова |